# Бија (митологија)
Бија (грч. βία) је у грчкој митологији била персонификација насиља. 

## Митологија
Била је кћерка Стиге и титана Паланта. Као и њена мајка, која је прва притекла у помоћ Зевсу када се водила борба између богова и титана, Бија је имала част да буде уз оца богова. Извршавала је његова наређења, па је тако, заједно са својим братом Кратосом оковала Прометеја.